# Théâtre municipal (Nîmes)
Le Théâtre municipal, ou Grand Théâtre, est un édifice civil de la ville de Nîmes, dans le département du Gard et la région Languedoc-Roussillon. 
Il a été détruit dans un incendie en 1952. Seule sa remarquable colonnade ionique a été préservée et déplacée sur l'aire de repos de Caissargues (autoroute A54), entre Nîmes et Arles.

## Localisation
L'édifice était situé sur le boulevard Victor Hugo, près de la Maison Carrée et à l'emplacement de l'actuel Carré d'art. Aujourd'hui, le principal théâtre de Nîmes est situé place de la Calade.

## Historique
En 1803, le Grand Théâtre de l'architecte Meunier est inauguré face à la Maison Carrée. La colonnade est ajoutée en 1827 et l'édifice est agrandi dix ans plus tard. En 1860, un incendie se déclare à proximité d'un local abritant les décors et les accessoires du théâtre. Le feu est alors rapidement maitrisé et l'édifice sauvé.
Le classement du théâtre comme monument historique intervient en 1949. Trois ans plus tard, en 1952, un incendie volontaire ravage l'édifice. L'auteure de cet incendie est  Eva Closset, une cantatrice qui voulait se venger du renvoi des chœurs de son beau-fils José Faès.

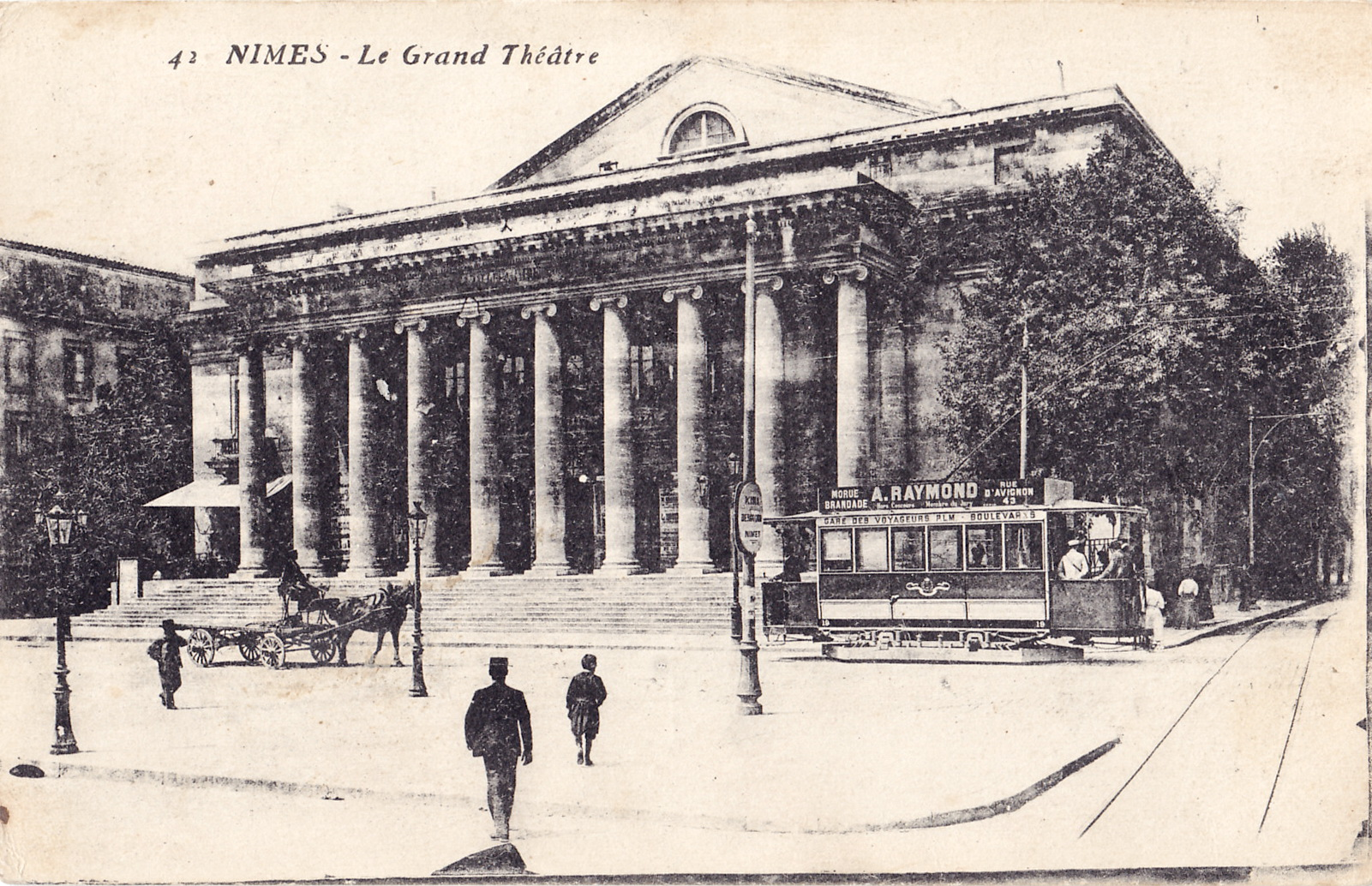
Le théâtre dans les années 1910
Photo stéréographique du théâtre durant le XIXe siècle.

## Architecture
Le théâtre est construit dans le style néoclassique. Le portique, composé de dix colonnes de pierre supportant l'entablement dont la frise s'orne du mot Théâtre, évoque en effet l'architecture antique. Après l'incendie de 1952, le portique et les autres parties de la façade restent en place jusque dans les années 1980. Elles sont par la suite transférées sur l'aire de repos de Caissargues, où elles ont actuellement une fonction ornementale.